# Ladislaus Löb
Ladislaus Löb (eredetileg Löb László, Kolozsvár, 1933. május 8. – Zürich, 2021. október 2.) a Sussexi Egyetem germanisztikaprofesszora. A From Lessing to Hauptmann: Studies in German Drama (1974) és a Christian Dietrich Grabbe (1996) művek szerzője. Tizenegy évesen a Kasztner-vonaton menekült meg a holokauszttól; emlékeit a Geschäfte mit dem Teufel: Die Tragödie des Judenretters Rezső Kasztner. Bericht eines Überlebenden című könyvében írta meg (2008), amelyért 2012-ben Osztrák Holokauszt-díjat kapott.

## Életpályája

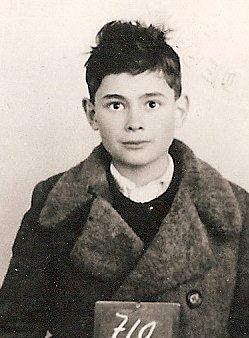
Ladislaus Löb Svájcba való megérkezése után 1944. december 7-én

Tízéves koráig az erdélyi Margitta városkában lakott. Apja Löb Izsó kereskedő volt. Anyja,  Rosenberg Jolán 1942-ben gümőkórban halt meg. Löb 1944. májusában egész rokonságával a kolozsvári gettóba lett zárva, de apjával ketten megszöktek és Budapesten csatlakoztak a „Kasztner-csoporthoz”. A majdnem 1700 embernek – a náci Adolf Eichmann és a cionista vezető Kasztner Rezső közötti üzlet alapján – Palesztinába kellett volna kiutaznia, de öt hónapig Bergen-Belsenben tartották fogva őket, mielőtt végül 1944. decemberében Eichmann Svájcba nem engedte őket.
1945–1947 között a svájci Ecole d’Humanité intézet, 1948–1952 között a zürichi Realgymnasium diákja volt. 1953–1961 között a Zürichi Egyetemen germanisztikát és anglisztikát hallgatott.
1963-ban elfogadott egy állást a Sussexi Egyetemen, ahol német nyelvet és irodalmat, valamint összehasonlító irodalomtudományt tanított. A Konstanzi Egyetemen és Middlebury College-ban mint vendégdocens tevékenykedett. Mielőtt 1998-ban nyugdíjba nem vonult, főképp irodalomtudománnyal foglalkozott; ezt követően magyar és német könyvek angol fordítására koncentrált. 2008-ban megjelent könyve, amelyben saját életéről és Kasztner Rezső sorsáról számolt be a holokauszt idején, hat nyelven jelent meg.

## Írásai

### Monográfiák
- Mensch und Gesellschaft bei J. B. Priestley, Bern, zürichi tézis, 1962.
- From Lessing to Hauptmann: Studies in German Drama. University Tutorial Press, London 1974.
- Christian Dietrich Grabbe. Metzler, Stuttgart/Weimar 1996, ISBN 3-476-10294-7.
- Geschäfte mit dem Teufel: Die Tragödie des Judenretters Rezső Kasztner. Bericht eines Überlebenden. Böhlau, Köln 2010, ISBN 978-3-412-20389-4.
- Megvásárolt életek. Kasztner Rezső vakmerő mentőakciója. Egy túlélő története; ford. Bihari György, Sóvágó Katalin; Athenaeum, Bp., 2009 ISBN 9789632930206

### Fordítások
- Krisztián Ungváry: Battle for Budapest 1944–1945 (London, 2002)
- Otto Weininger: Sex and Character (Bloomington, 2003)
- Béla Zsolt: Nine Suitcases (London, 2005)
- Friedrich Nietzsche: Writings from the Early Notebooks (Cambridge, 2009)